# Enzo Frisoni
Enzo Frisoni (* 10. März 1947 in Coriano) ist ein ehemaliger san-marinesischer Radrennfahrer.

## Sportliche Laufbahn
Frisoni war im Straßenradsport aktiv und Teilnehmer der Olympischen Sommerspiele 1968 in Mexiko-Stadt. Das olympische Straßenrennen beendete er auf dem 61. Platz. Er war neben Gerard Lettoli einer von zwei Teilnehmern aus San Marino im Radsport. Er startete zweimal bei den Spielen der kleinen Staaten von Europa im Radsport.